# Zainab Sultan Begum
Zainab Sultan Begum byla druhou manželkou prvního mughalského císaře Bábura. Stejně jako jeho další dvě manželky Aiša Sultan Begum a Masuma Sultan Begum byla zároveň i jeho přímou sestřenicí.
Byla jednou z prvních žen, které si v této dynastii vzaly svého přímého příbuzného a později se to stalo tradicí. Ve sňatcích s příbuznými pokračoval hned Báburův následník Humajún, který k moci nastoupil po jeho smrti v roce 1530.

## Rodina
Zainab Sultan Begum se narodila jako tímúrovská princezna. Byla pátou dcerou Sultan Mahmuda Mirzy, který byl Báburovým strýcem z otcovy strany. Její sestra Ak Begum, která se provdala za bratra jejího manžela Jahangíra, se stala tedy i její švagrovou.

## Manželství
Bábur se s ní oženil v Kábulu v roce 1504. Nicméně nestala se jeho oblíbenou manželkou díky svému původu a tak si nezískala Báburovu přízeň. Když zemřela, nepamatoval si ani letopočet jejího úmrtí.
Bábur psal o manželství Sultan Mahmuda Mirzy s Khanzandou Begum, která byla dcerou Mira z Tirmizu. Když zemřela, oženil se s neteří své manželky Khanzadou Begum, se kterou zplodil pět dcer a syna. Díky tomu Bábur svého strýce nenáviděl a nechtěl si jeho dceru Zainab vzít. Vzal si ji jen kvůli naléhání jeho matky a chtěl tak pouze splnit její přání. Sám si ji nikdy vzít nechtěl, dle jeho slov nebyla příliš sympatická.
Historikové nicméně potvrdili, že Zainab byla nejvlivnější ženou v Báburově harému (díky svému původu). Měla autoritu a kontrolovala veškeré dění, i když Báburovu přízeň a srdce  si nezískala.

## Smrt
Zainab Sultan Begum zemřela bezdětná tři roky po svatbě, asi v roce 1506 nebo 1507. Její rodina poté uvedla, že zemřela na plané neštovice.